# Poplar Bay Provincial Park
Poplar Bay Provincial Park är en park i Kanada.   Den ligger i provinsen Manitoba, i den sydöstra delen av landet, 1 600 km väster om huvudstaden Ottawa. Poplar Bay Provincial Park ligger 257 meter över havet.
Terrängen runt Poplar Bay Provincial Park är platt. Trakten runt Poplar Bay Provincial Park är nära nog obefolkad, med mindre än två invånare per kvadratkilometer.. 
I omgivningarna runt Poplar Bay Provincial Park växer i huvudsak blandskog.